# الحوز
الحوز قرية ومركز ناحية الحوز التابعة لمنطقة القصير في محافظة حمص. تقع جنوب غرب مدينة حمص. فصلت القرية عن ناحية مركز القصير وأنشئت كناحية عام 2010.